# Manen van Mars

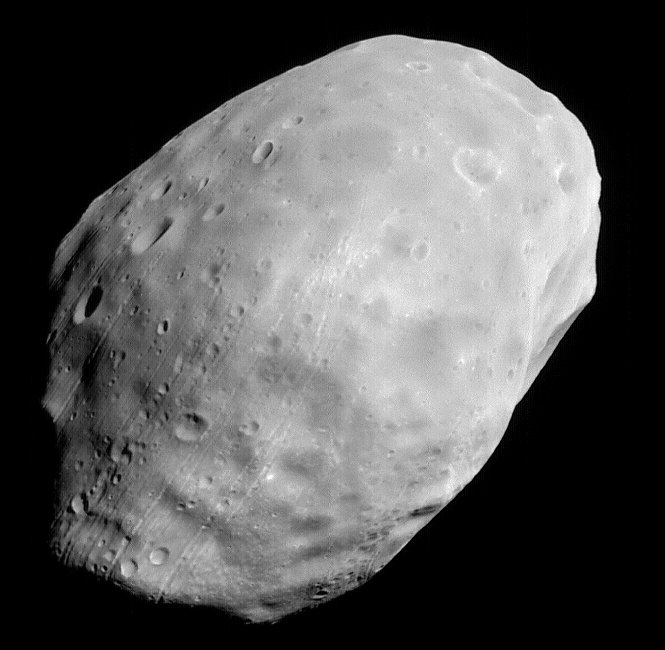
Phobos

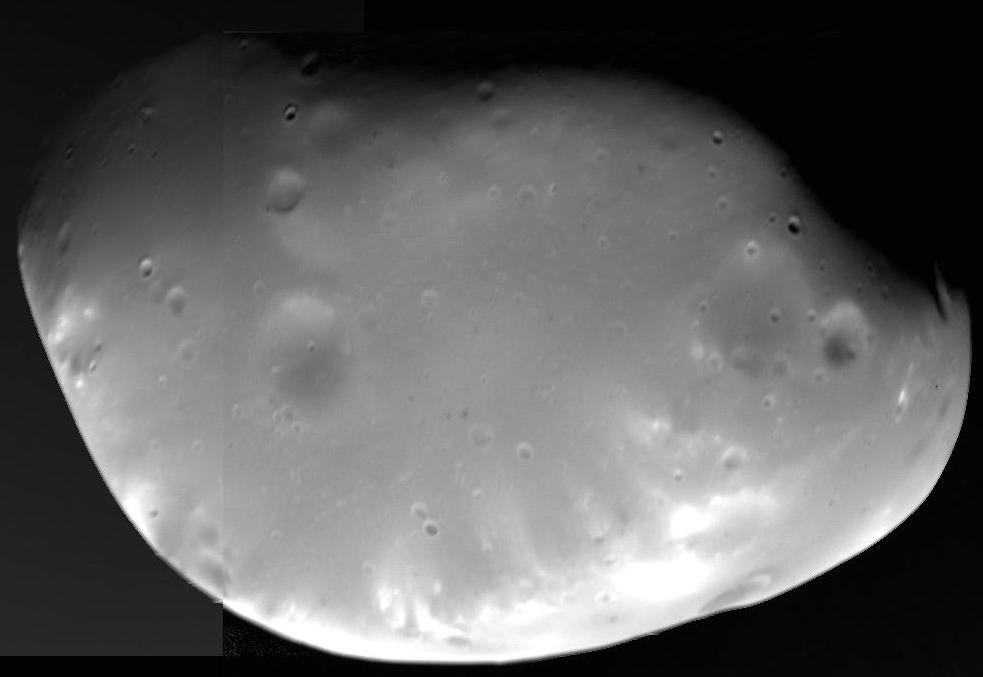
Deimos

Mars heeft twee manen:
- Phobos, de grootste van de twee.
- Deimos.